# Puerto Cisnes
Puerto Cisnes è una pittoresca cittadina cilena della regione di Aysén di circa 2 500 abitanti, capoluogo del comune di Cisnes.

## Altri progetti

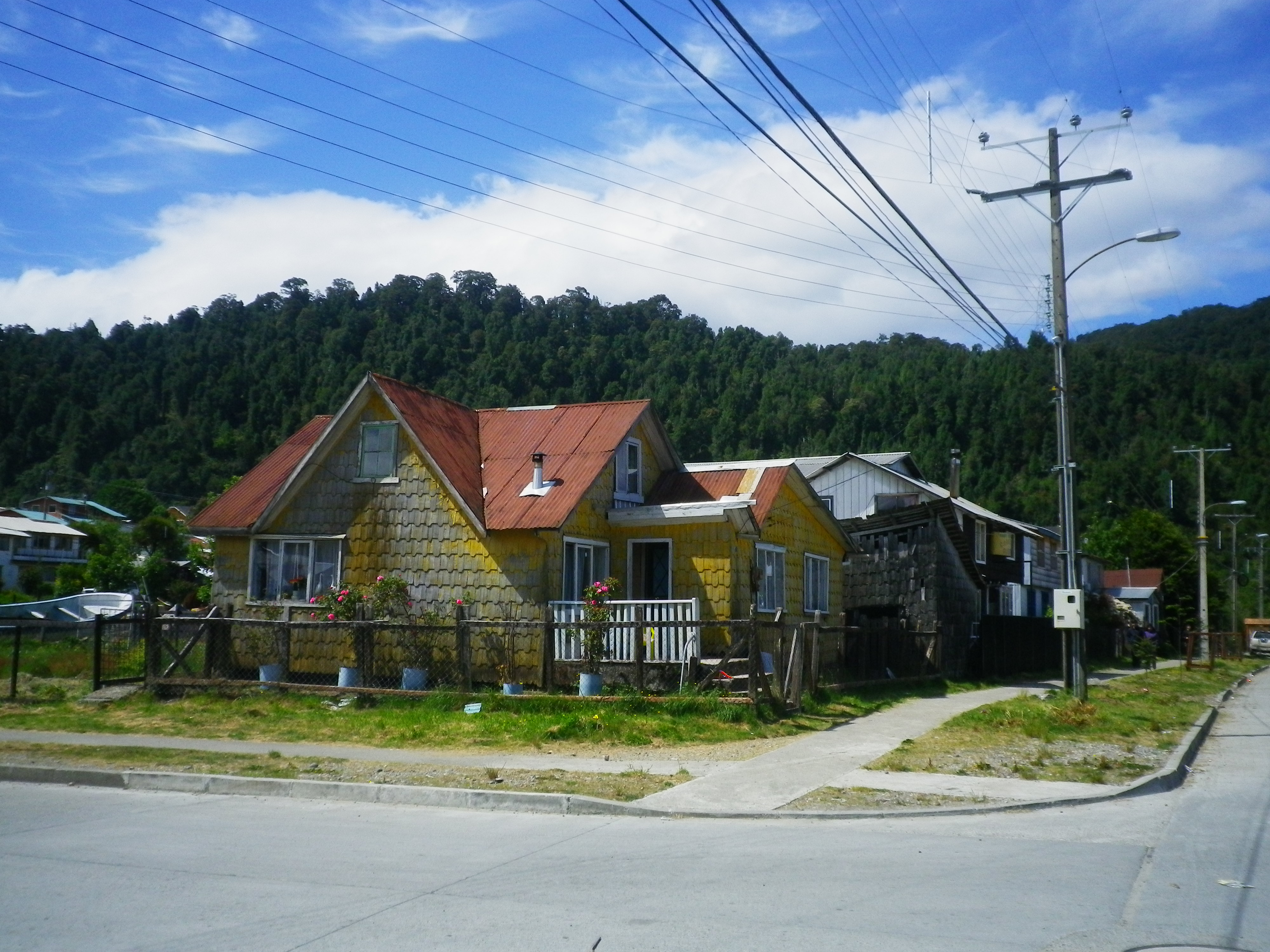
Puerto Cisnes.